# Onemix
ONEMIX是由中国公司ONE-NETBOOK在2017年底发布，的基于Windows 10的一个口袋笔记本系列产品。它与传统的口袋笔记本有差异化设计，具有单个电容式触摸屏，支持YOGA 360°翻转屏幕，指纹扫描仪，最高支持4096级别的压感手写笔并且体积小（8.4寸）。内置操作系统是Windows 10家庭版。并且支持微软官方直接OTA升级。

## 软件
Windows 10家庭版作为标准安装，并且支持微软官方版本升级。

## 硬件
ONEMIX最新版本ONEMIX 3 铂金版（页面存档备份，存于）包含一个Intel酷睿i7-8500Y处理器和16GB运存以及512GB内存组成。这使得ONEMIX可以用本机流畅运行大部分主流的办公以及游戏软件，这是该设备的主要卖点之一。该系统还具有2K显示屏分辨率为2560*1600。